# Shawn Roberts
Shawn Roberts (ur. 2 kwietnia 1984 w Stratford) – kanadyjski aktor filmowy i telewizyjny, najlepiej znany jako Dean z filmu Degrassi: Nowe pokolenie (Degrassi: The Next Generation) i jako Albert Wesker w fantastycznonaukowym filmie grozy Resident Evil: Afterlife.

## Życiorys

### Wczesne lata
Urodził się w Stratford w prowincji Ontario. Aktorstwem zainteresował się na poważnie po odegraniu postaci wilka w szkolnej inscenizacji Czerwonego Kapturka.

### Kariera
Gościnnie pojawił się w odcinkach seriali Syreny (1994) i Gęsia skórka (1997). Wówczas ojciec przyjaciela Robertsa pomógł mu w zdobyciu roli Teddy’ego Kenta w serialu telewizyjnym stacji CBC Emilka ze Srebrnego Nowiu (Emily of New Moon), w którym czternastoletni aktor występował w roku 1998.
W 1999 zagrał drugoplanową rolę w familijnym filmie fantasy Jakub, Jakub, opartym na podstawie książki Mordecai Richler pod tym samym tytułem. Na ekranie towarzyszył takim aktorom, jak Gary Busey, Miranda Richardson i Alison Pill. Rok później, także na drugim planie, wystąpił w filmie sci-fi X-Men (2001).
Dwukrotnie wcielił się w role homoseksualistów: epizodycznie w dramacie Dom na krańcu świata (A Home at the End of the World, 2004) oraz jako Larry Phelps, student szkoły filmowej, w dreszczowcu telewizyjnym Kontrowersyjna terapia (Shock to the System, 2006).
Znany jest z głównej roli Tony’ego Ravello w horrorze George’a Andrew Romero Diary of the Dead: Kroniki żywych trupów (2007) oraz z występów w popularnych kanadyjskich serialach: CTV Degrassi: Nowe pokolenie, Global/ABC Family Falcon Beach i CBC Wild Roses. W dreszczowcu Furia (Edge of Darkness, 2001) zagrał u boku Mela Gibsona i Raya Winstone’a, razem z Millą Jovovich i plejadą gwiazd młodego pokolenia pojawił się w fantastycznonaukowym filmie grozy Resident Evil: Afterlife (2010).
W filmie telewizyjnym Love Under the Olive Tree (2020) zagrał homoseksualnego Adama Cauldfielda. Rola Alexa w filmie Stephena Wallisa Afterwards (2025) przyniosła mu nagrodę dla najlepszego aktora drugoplanowego podczas Kodaikanal International Film Festival.
Znany z imponująco rozwiniętej muskulatury. Wpływ na jego wizerunek i karierę aktorską mieli gwiazdorzy kina akcji: Arnold Schwarzenegger, Sylvester Stallone i Bruce Willis.

## Filmografia
- 1994: Syreny (Sirens) jako Michael Bumpler
- 1997: Gęsia skórka (Goosebumps) jako Brian O’Connor
- 1998: Emilka ze Srebrnego Nowiu (Emily of New Moon) jako Teddy Kent
- 1999: Nikita (La Femme Nikita) jako Milan
- 1999: Sławny Jett Jackson jako Alex
- 1999: Real Kids, Real Adventures jako Andrew Shearman
- 1999: Rodzina Morskich (Sea People) jako Peter
- 1999: Jakub, Jakub (Jacob Two Two Meets the Hooded Fang) jako Daniel
- 2000: Animorphs jako skejt
- 2000: Życie do poprawki (Twice in a Lifetime) jako młody Buzzy Walsh
- 2000: X-Men jako David, chłopak Rogue
- 2001: Sztuka rozstania (Get Over It) jako Colin
- 2002: Ziemia: Ostatnie starcie (Earth: Final Conflict) jako Jeremiah
- 2002: Rodzina Mulvaneys (We Were The Mulvaneys) jako Zachary Lundt
- 2002: Zakładnik (The House on Turk Street) jako przechodzień
- 2002–2004: Degrassi: Nowe pokolenie (Degrassi: The Next Generation) jako Dean
- 2003: Słowo honoru (Word of Honor) jako młody Sadowski
- 2003: Kot pani Ashboro (Mrs. Ashboro’s Cat) jako Kurt
- 2003: Pod nadzorem (Detention) jako Corey Washington
- 2004: Szczęśliwa karta (Wild Card) jako Josh Dickens
- 2004: Siblings jako Tom Muster
- 2004: Złodziej życia (Taking Lives) jako recepcjonista
- 2004: Thralls jako Jim
- 2004: Dom na krańcu świata (A Home at the End of the World) jako klubowicz (randka Jonathana)
- 2004: Jazda na maksa (Going the Distance) jako Tyler
- 2005: Fałszywa dwunastka II (Cheaper by the Dozen 2) jako Calvin Murtaugh
- 2005: Ziemia żywych trupów (Land of the Dead) jako Mike
- 2006: Falcon Beach jako Hurst
- 2006: Zew krwi (Skinwalkers) jako Adam
- 2006: Człowiek roku (Man of the Year) jako kierowca ciężarówki
- 2006: Kontrowersyjna terapia (Shock to the System) jako Larry Phelps
- 2007: The Virgin of Akron, Ohio jako Owen
- 2007: Stir of Echoes: The Homecoming jako Luke
- 2007: Diary of the Dead: Kroniki żywych trupów (Diary of the Dead) jako Tony Ravello
- 2007: Left for Dead jako Clark
- 2008: Jumper jako angielski barman
- 2009: Wild Roses jako Foster
- 2009: I Love You, Beth Cooper jako Kevin
- 2009: Nie z tego świata (Supernatural) jako Austin
- 2009: Świry (Psych) jako Billy
- 2010: Furia (Edge of Darkness) jako David Burnham
- 2010: Resident Evil: Afterlife jako Albert Wesker
- 2011: The Riot jako Ors
- 2012: A Little Bit Zombie jako Craig
- 2013: Fałszywy mąż (Her Husband’s Betrayal, film TV) jako Riley Coulter
- 2014: Feed the Gods jako Will Oates
- 2015: 40 Below and Falling jako Redford McMillan
- 2016: Resident Evil: Ostatni rozdział (Resident Evil: The Final Chapter) jako Albert Wesker
- 2017: xXx: Reaktywacja (xXx: Return of Xander Cage) jako Jonas
- 2017: Designated Survivor jako Grady Banks
- 2017: Undercover Angel jako Henry
- 2019: Hudson & Rex jako Lane Wheatly
- 2019: Zaklinacze koni (Heartland) jako Sam Langston
- 2020: Afterwards jako Alex
- 2020: Love Under the Olive Tree jako Adam Caulfield
- 2020: Campton Manor jako Teddy
- 2020: Defining Moments jako Jack
- 2020: Tainted jako Koso
- 2020: Two Minutes to Midnight jako Schultz
- 2020: Somebody Else jako Ryan
- 2020: Kavalo jako Logan